# 高見澤
株式会社高見澤（たかみさわ）は、長野県長野市に本社を置くコンクリート二次製品製造・販売、ガソリンスタンド経営、ミネラルウォーターの販売、産業廃棄物の運搬・処理などを行う企業である。
長野市豊野町浅野の、国道18号と国道117号の分岐にあるガソリンスタンドの「海はあっち、山はこっち、ガソリンはここ」と大書された看板で親しまれてきた。

## 沿革
- 1951年3月 - 株式会社高見澤商店設立。
- 1971年3月 - 現社名に変更。
- 1995年5月 - 株式を店頭公開。（現在のJASDAQ）
- 1999年7月 - 昭和電機産業子会社化。
- 2010年4月 - 業種がガラス・土石製品から卸売業に変更。